# Prellträger
Ein Prellträger, auch Prellbalken genannt, ist ein Bauteil, das die Aufgabe hat, den Weg des Förderkorbes oder der Fördergefäße und des Gegengewichtes im Störungsfall nach oben hin zu begrenzen. Prellträger sind im deutschen Bergbau bei Hauptseilfahrtanlagen und Güterförderanlagen mit einer Fahrgeschwindigkeit von mehr als 4 m/s vorgeschrieben. Im österreichischen Bergbau sind Prellträger bei Seilfahrtanlagen vorgeschrieben, die eine Fahrgeschwindigkeit von mehr als 2 m/s haben.

## Notwendigkeit
Im Normalfall werden die Förderkörbe vor den Anschlägen rechtzeitig abgebremst, sodass sie spätestens an der Hängebank oder an der tiefsten Sohle zum Stillstand kommen. Allerdings kann es bei der Schachtförderung durch einen Fehler dazu kommen, dass die Förderkörbe nicht an den entsprechenden Anschlägen zum Stillstand kommen. Kommt es durch ein Über- oder Untertreiben dazu, dass der Förderkorb über den obersten Anschlag (Hängebank) hinwegfährt, so fährt er, wenn er nicht vorher daran gehindert wird, unweigerlich bis unter die Seilscheiben. Damit die Bewegungsenergie des Förderkorbes vorher reduziert wird, werden entsprechende Sicherheitsvorrichtungen wie Endschalter und Übertreibsicherungen im Förderturm und im Schachtsumpf eingebaut. Obwohl der Korb aufgrund dieser Sicherheitsvorrichtungen vor den Seilscheiben abgebremst wird, muss auch eine Sicherung für den Worst Case vorhanden sein. Diese Sicherung bildet der zum Schutz der Seilscheiben angebrachte Prellträger.

## Auslegung und Einbau
Prellträger dienen dem Schutz der Seilscheiben vor Beschädigung durch die Fördermittel. Sie müssen so konstruiert und dimensioniert sein, dass sie beim Übertreiben das Fördermittel oder das Gegengewicht sicher aufhalten können. Sie werden unterhalb der Seilscheiben angebracht. Die Prellträger müssen unterhalb der Seilscheiben so angebracht werden, dass die Zwischengeschirre und Seileinbände freien Durchgang haben. Der Abstand der Prellträger von den Seilscheiben muss dabei so groß sein, dass die Seileinbände auch dann nicht auf den Seilträger oder auf die Seilscheiben auflaufen können, wenn das Fördermittel oder das Gegengewicht an den Prellträger anstoßen. Für größere Seilfahrtanlagen beträgt die erforderliche „freie Höhe“ mindestens zehn Meter. Für kleinere Seilfahrtanlagen ist eine freie Höhe von mindestens drei Metern bergbehördlich vorgeschrieben. Die Berechnung der Prellträger erfolgt gemäß der DIN 4118, Fördergerüste und Fördertürme für den Bergbau; Lastannahmen, Berechnungs- und Konstruktionsgrundlagen. Zusätzlich ist bei der Dimensionierung der Prellträger die Anpassungsrichtlinie Stahlbau zu berücksichtigen. Allerdings sind die Prellträger nicht elastisch, sodass der Förderkorb bei einem Aufprall schlagartig abgebremst wird. Um die Wucht des Aufpralls zu mindern, werden auf der Unterseite des Prellträgers als energieverzehrende Einrichtung sogenannte Prellhölzer angebracht. Diese Hölzer müssen eine Mindestdicke von 20 Zentimetern haben. Es kann erforderlich sein, dass die Prellträger zusätzlich nach oben hin verstärkt werden müssen, um das Fördergefäß bzw. den Förderkorb sicher durch den Prellträger stoppen zu können.

## Auswirkungen
Durch einen Aufprall auf den Prellträger kann es zu Schäden am Förderkorb kommen. Die Wucht des Aufpralls auf die Prellträger kann sogar so stark sein, dass es zu einem Seilbruch kommt. Dies birgt erhebliche Gefahren für die fahrenden Bergleute. Damit der Korb bei einem Seilbruch nicht in den Schacht stürzt, werden unterhalb der Prellträger mehrere Fangstützen angebracht.